# Храм Казанской иконы Божией Матери (Серафимович)
Храм Каза́нской ико́ны Бо́жией Ма́тери (Каза́нский храм, Казанский собор) — православный храм в Усть-Медведицком Спасо-Преображенском монастыре.
Является памятником архитектуры и градостроительства регионального значения (Постановление Волгоградской областной Думы № 62/706 от 05 июня 1997 года «О постановке на государственную охрану памятников истории и культуры Волгоградской области» (Серафимовичский район)).
Адрес: Волгоградская область, Серафимовичский район, г. Серафимович, ул. Преображенская 7.

## История
В 1871 году игумения Арсения обратилась с прошением к архиепископу Платону о разрешении строительства храма в честь Казанской иконы Божией Матери и получила одобрение (по другим данным Арсения представила рапорт с просьбой разрешить строительство собора архимандриту Маркелину). Разрешение было получено в 1873 году. Храм проектировал профессор Санкт-Петербургской академии художеств Иван Горностаев (1821—1874). Здание храма было заложено в 1875 году, уже после смерти Горностаева. Работы по его сооружению проводились под наблюдением архитектора Области Войска Донского академика Александра Ященко (1842—1893).
Храм на территории монастыря строился по 1885 год при участии настоятельницы Арсении, которая была дочерью предводителя Войска Донского, знаменитого генерала Михаила Васильевича Себрякова, который тоже жертвовал деньги на храм. Храм представляет собой каменную двухпрестольную церковь с отдельно стоящей колокольней и построена вместо старой Петропавловской церкви (1846), пришедшей в ветхость.

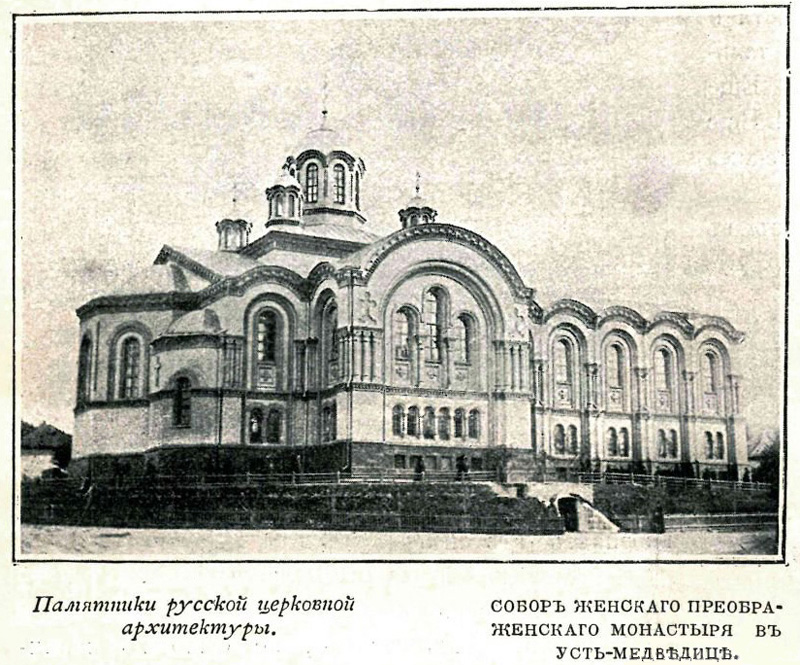
Казанский собор до Октябрьской революции

После того, как Казанский храм был построен и освящен, Арсения вместе с тремя сёстрами-монашками стала рыть пещеры под ним. По замыслу матушки лабиринт отобразил историю последних дней Христа: Страстную неделю, предательство Иуды и казнь Иисуса. Пещеры идут по двум путям: один символизирует путь Христа, а другой — Богоматери. Образуя круг, они ведут к Голгофе. После смерти Арсении в 1905 году в Нижегородской губернии, она была похоронена в склепе нижней церкви Спасо-Преображенского монастыря.
С приходом советской власти монастырь был закрыт, храм разграблен, гроб игуменьи Арсении был вскрыт. Следующим утром гроб с телом исчез и не найден до сих пор. В настоящее время Собор иконы Божией Матери Казанская в Спасо-Преображенском Усть-Медведицком монастыре — это верхний храм Казанской иконы Божьей Матери и нижний храм пр. Арсения Великого.
В 1992 году по благословению архиепископа Германа (Тимофеева), вступившего в управление Волгоградской епархией, началось восстановление монастыря, который в 2001 году был преобразован в женский. 9 сентября 2012 году, в праздник 360-летия Усть-Медведицкого Спасо-Преображенского женского монастыря, было проведено Великое освящение храма Казанской Божией Матери.